# Казнаково
Казнаково — деревня в Старицком районе Тверской области, входит в состав сельского поселения «Паньково».

## География
Деревня расположена в 23 км на восток от центра поселения деревни Паньково и в 37 км на северо-восток от города Старица.

## История
В клировых ведомостях Старицкого уезда за 1828 год имеются сведения о деревянной церкви Архангела Михаила в селе Казнаково. Храм был построен в 1719 году. Каменная церковь в Казнакове построена вместо деревянного храма в 1893 году на окраине села по проекту В. И. Назарина, являвшегося в то время тверским епархиальным архитектором. Главный престол был освящён в честь Живоначальной Троицы, приделы — во имя Архангела Михаила и в честь иконы Божьей Матери «Скоропослушницы». В 1937 году церковь Троицы Живоначальной в Казнакове закрыли. В советское время здание использовалось под колхозное зернохранилище.
В конце XIX — начале XX века село входило в состав Иверовской волости Старицкого уезда Тверской губернии.
С 1929 года деревня входила в состав Васильевского сельсовета Высоквского района Ржевского округа Западной области, с 1935 года — в составе Калининской области, с 1963 года — в составе Старицкого района, с 1994 года — в составе Васильевского сельского округа, с 2005 года — в составе Васильевского сельского поселения, с 2012 года — в составе сельского поселения «Паньково».

## Население
| 1859 | 1886 | 2002 | 2010 |
| ---- | ---- | ---- | ---- |
| 217  | ↘204 | ↘10  | ↘5   |

## Достопримечательности
В деревне расположена недействующая Церковь Троицы Живоначальной (1893).